# Fuck for Forest (film)
Fuck for Forest (film) – film dokumentalny w reżyserii Michała Marczaka z 2012 roku.
Przez Polski Instytut Sztuki Filmowej, film został uznany za najczęściej wyświetlany polski dokument za granicą w 2013 roku. Brytyjski magazyn Dazed & Confused wyróżnił Fuck for Forest miejscem na liście 10 najbardziej innowacyjnych i rozwijających gatunek dokumentu film ostatnich lat.
Fuck For Forest Michała Marczaka zdobył główną nagrodę w konkursie filmów dokumentalnych na Warszawskim Festiwalu Filmowym. Europejska premiera filmu odbyła się na Międzynarodowym Festiwalu Filmowym w Rotterdamie (IFFR), a światowa premiera nastąpiła w 2013 roku podczas „South by Southwest Film Festival”.
Fuck For Forest wszedł na ekrany kin w Niemczech, Norwegii i Wielkiej Brytanii. Autorem ścieżki dźwiękowej jest Marcin Masecki.

## Opis filmu
„Seks może uratować świat” – tak brzmi motto organizacji pozarządowej Fuck For Forest. FFF gromadzi pieniądze na ratowanie przyrody, sprzedając w internecie amatorskie porno własnej produkcji. Atmosfera panująca w tej grupie całkowicie odpowiada Danny’emu: wolny seks w komunie, szczytny cel ratowania świata i wolność od burżuazyjnych wartości. Odmawiając dostosowania się do obowiązujących norm, grupa skryła się w bajkowej krainie, łączącej odpowiedzialność społeczną z hedonizmem. Członkowie komuny są jedynymi osobami, wśród których Danny może zaspokoić swoje ekshibicjonistyczne potrzeby. Fuck For Forest udaje się zebrać olbrzymie fundusze, głównie dzięki entuzjastom wolnego seksu dla ekologii, żyjącym na całym świecie. Grupa wybiera się do Amazonii, aby zbawiać świat: kupić ziemię i oddać ją Indianom za darmo. Wspólna podróż nie jest jednak wolna od konfliktów. Ideowy i praktyczny sens przedsięwzięcia staje pod znakiem zapytania w zetknięciu z rzeczywistością Amazonii.

## Wybrane nagrody i wyróżnienia
- 2013 – nominacja do nagród Polskiej Akademii Filmowej („Orły”) w kategorii „Najlepszy film dokumentalny”
- 2013 – nominacja do nagrody Superhiro miesięcznika „Hiro” w kategorii „Najlepszy reżyser roku”[5].
- 2013 – RMF Classic Awards MocArty – nominacja w kategorii „Najlepszy reżyser roku”
- 2012 – Warszawski Festiwal Filmowy, zwycięzca w kategorii: „Najlepszy film dokumentalny”,
- 2013 – Wyróżnienie Specjalne w konkursie The Sheffield Green Award na Międzynarodowym Festiwalu Filmów Dokumentalnych Sheffield Doc Fest
- 2014 – nominacja: ‘Spotlight Award’, Cinema Eye Honors, USA[6].